# Súper 6 2019-20
El Súper 6 2019-20 fue la temporada inaugural del torneo profesional de rugby de Escocia.
El 29 de marzo de 2020 el torneo fue cancelado definitivamente debido a la Pandemia de COVID-19 en Reino Unido.

## Sistema de disputa
Cada equipo disputó encuentros frente a cada uno de los rivales en condición de local y de visita.
Luego de la fase regular los cuatro mejores clasificados disputaran una semifinal enfrentándose el primer clasificado frente al cuarto y el segundo frente al tercero.
Puntuación
Para ordenar a los equipos en la tabla de posiciones se los puntuará según los resultados obtenidos.
- 4 puntos por victoria.
- 2 puntos por empate.
- 0 puntos por derrota.
- 1 punto bonus por ganar haciendo 3 o más tries que el rival.
- 1 punto bonus por perder por siete o menos puntos de diferencia.

## Temporada Regular
- Clasificación:[3]

| Pos. | Equipo            | Encuentros | Encuentros | Encuentros | Encuentros | Tantos | Tantos | Tantos | PB | PB | Puntos |
| Pos. | Equipo            | PJ         | PG         | PE         | PP         | F      | C      | Dif    | BO | BD | Puntos |
| ---- | ----------------- | ---------- | ---------- | ---------- | ---------- | ------ | ------ | ------ | -- | -- | ------ |
| 1.º  | Watsonians        | 10         | 8          | 0          | 2          | 253    | 185    | +68    | 3  | 2  | 37     |
| 2.º  | Heriot's Rugby    | 10         | 7          | 0          | 3          | 259    | 190    | +69    | 4  | 2  | 34     |
| 3.º  | Ayrshire Bulls    | 10         | 6          | 0          | 4          | 216    | 182    | +34    | 4  | 0  | 28     |
| 4.º  | Southern Knights  | 10         | 4          | 1          | 5          | 238    | 204    | +34    | 5  | 4  | 27     |
| 5.º  | Stirling County   | 10         | 3          | 1          | 6          | 188    | 254    | -66    | 3  | 1  | 18     |
| 6.º  | Boroughmuir Bears | 10         | 1          | 0          | 9          | 215    | 354    | -139   | 4  | 3  | 11     |